# Centro de entrenamiento para la liberación de la energía Atma

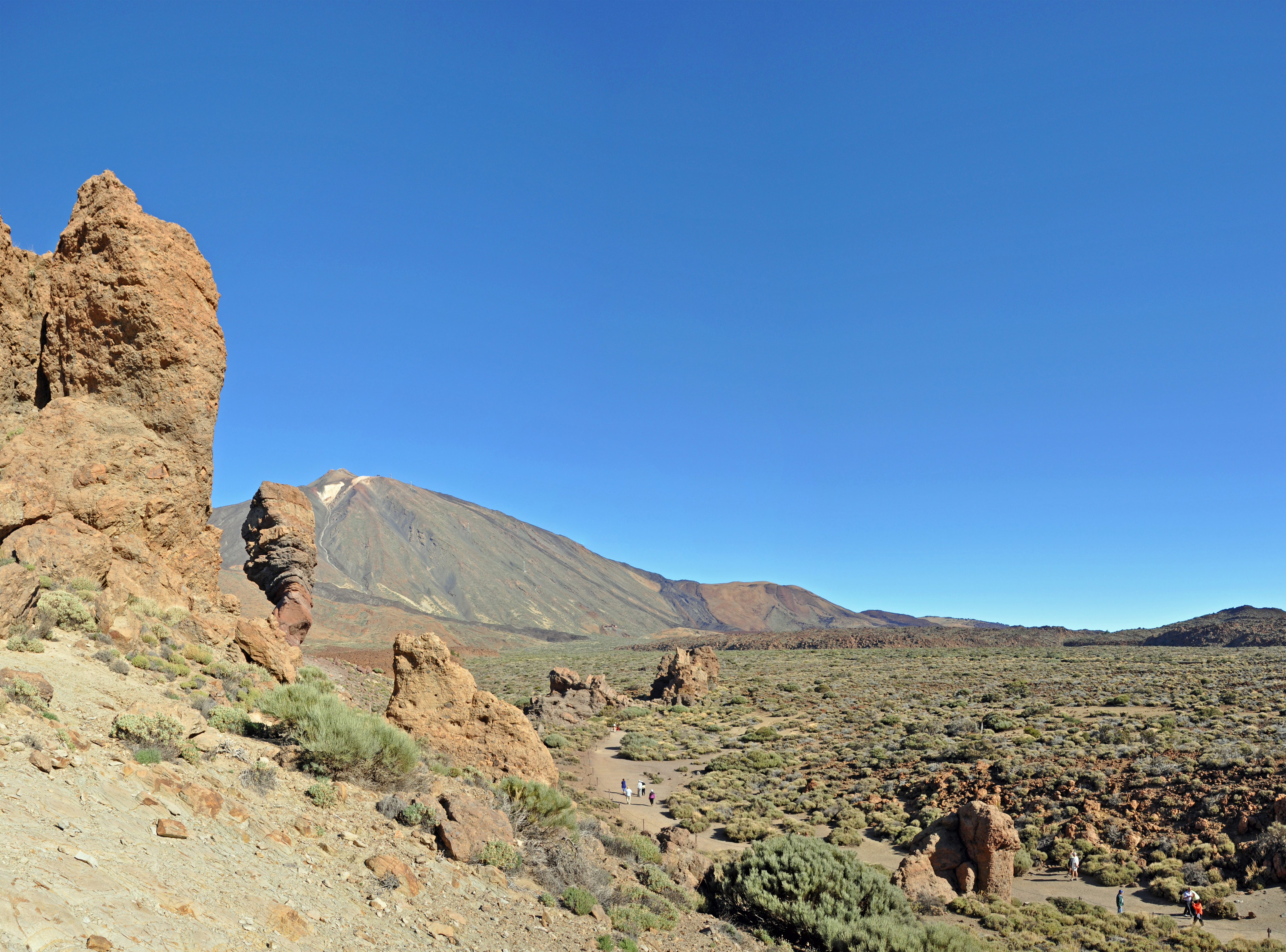
Imagen del Teide.

El Centro de entrenamiento para la liberación de la energía Atma (alemán: Trainingszentrum zur Freisetzung der Atmaenergie), más conocido como secta de Heide Fittkau, era un grupo sectario principalmente activo en Tenerife (España) y Alemania. Se hizo célebre principalmente por el presunto intento de cometer un suicidio ritual en el Parque nacional del Teide, en Tenerife. Los medios de comunicación llamaron a este grupo «secta de Heide» por su fundadora, nombre por el que es más conocido en la actualidad.
Si bien inicialmente se creía que era una escisión de la Orden del Templo Solar, más tarde se comprobó que derivaba del grupo Brahma Kumaris.
El grupo creía en el fin del mundo y en que una nave espacial les rescataría. Sin embargo, según el teólogo Georg Schmid y el sociólogo Massimo Introvigne, los miembros de esta secta no tenían la intención de cometer un suicidio colectivo.

## Historia
La secta fue fundada por una psicóloga de nacionalidad alemana llamada Heide Fittkau Garthe, quien el 15 de agosto de 1994 vendió todo su patrimonio y se instaló en Tenerife.
El día 8 de enero de 1998, Heide Fittkau Garthe, según la sospecha inicial, intentó suicidarse con sus adeptos en Las Cañadas del Teide, acto que fue abortado tras una redada policial en el local que la secta poseía en Santa Cruz de Tenerife.
Según la policía española y alemana, el grupo iba a realizar un sacrificio similar al que realizó la Orden del Templo Solar (OTS) el 4 de octubre de 1994 en Cheiry y Salvan, dos aldeas de Suiza. En aquella ocasión, la primera de una serie de suicidios colectivos, 48 adeptos de la Orden Soberana del Templo Solar se quitaron la vida para adelantarse al cataclismo final. Por otra parte, justo tres años después, en 1997 la secta Heaven's Gate («Puerta del Cielo»), cometió también un suicidio ritual en San Diego (California), estos sucesos alertaron a la policía sobre la secta de Heide.
En el momento de la intervención en la secta de Heide, sus miembros estaban celebrando su cena de despedida. Heide Fittkau Garthe era adorada por sus fieles como la Madre Aida y llevaba muchos meses preparando aquella fiesta, de la que había dicho: «Nuestra última cena en el planeta Tierra será en Tenerife».
Uno de los policías que intervino en la operación relató: «No habían dejado nada a la improvisación. Todos vestían túnicas amplias, iban descalzos y escuchaban una música muy suave, como de meditación. Tenían unas cacerolas enormes llenas de comida vegetariana». En la puerta, además de los cuatro coches propiedad de la psicóloga, había otros vehículos alquilados para desplazarse al Teide. Allí, una nave espacial debía recoger sus espíritus y trasladarlos hasta un planeta desconocido. Creían que la nave espacial les rescataría del supuesto fin del mundo, y de no ser así, se sospechó que fueran a cometer un suicidio colectivo.
Las sospechas, sin embargo, no pudieron probarse, y Fittkau-Garthe fue absuelta en el juicio, aunque la prensa prácticamente no lo mencionó.

## Creencias
Según la antigua integrante de la secta Ángela Gabriela Sieber-Kaiser, el punto culminante de los rituales era el «anillo del amor», que consistía en practicar grandes orgías, incluso con menores y miembros de una misma familia.
En la secta había al menos dos menores, un niño de doce años y una niña de ocho. Al parecer la secta creía que cuando la niña cumpliera dieciséis años engendraría a Jesús: sería fecundada en una orgía por alguno de los hombres de la secta y nadie conocería la paternidad del niño.
Heide, la líder de la secta, había dicho: «El eje de la tierra estallará y no quedará ni Europa, ni Múnich, ni Mongolia. Será en Tenerife, el 8 de enero a las 20 horas. Tenemos que planear juntos los días finales».
Según las investigaciones, los 32 integrantes de la secta creían que tras suicidarse, sus almas serían recogidas por una nave espacial y llevadas a un destino no especificado. Sin embargo, artículos recientes de Tenerife News y Diario de Avisos dudan de esta versión, y mantienen que no había intención suicida en el grupo. El periodista y experto en sectas Pepe Rodríguez también pone en tela de juicio el presunto suicidio frustrado de la secta, alegando que «los indicios que apuntan en ese sentido no deberían haber sido interpretados en sentido literal sino como algo simbólico».